# Tomohisa Yamashita
Tomohisa Yamashita  (山下 智久?, Yamashita Tomohisa), noto anche col soprannome di Yamapi (山P?) (Funabashi, 9 aprile 1985) è un cantante e attore giapponese, ex membro della boy band J-pop NEWS nonché conduttore radiofonico e televisivo.

## Biografia
Tomohisa è nato a Funabashi, nella prefettura di Chiba; i suoi genitori si sono separati quando lui era ancora molto giovane, tanto che lui assieme alla sorellina minore Rina sono stati cresciuti ed allevati per lo più dalla madre Naomi. Si è trasferito a Tokyo durante gli anni delle scuole medie a causa delle esigenze della sua promettente carriera nel mondo artistico e dello spettacolo, dove viene presto conosciuto col soprannome di Yamapi (da Yama, l'iniziale del suo cognome e Pi-pink, datogli dal senpai Hideaki Takizawa durante le riprese del dorama PPOI!, perché lo vedeva sempre indossare un maglioncino rosa).
È stato motivato ad inviare la sua domanda all'agenzia di talenti Johnny & Associates per far parte degli apprendisti Johnny's Jr.'' nel 1996 dopo aver visto uno dei primi dorama in cui era presente Hideaki Takizawa, ed a partir da quel momento aspirò anche lui ad apparire in televisione; a seguito di ciò fu chiamato per svolgere un provino ed immediatamente ingaggiato per diventare idol.
Nei primi tempi, in qualità di "Junior Boys", ha collaborato spesso con Tōma Ikuta; entrambi saranno poi membri del gruppo giovanile 4TOPS. Durante quegli anni ha partecipato a diversi concerti e spettacoli televisivi come ballerino per band già di fama come i V6 e i Kinki Kids; ha inoltre partecipato a diversi programmi di varietà e debuttando come attore nel 1998.
Ha cominciato quasi subito ad apparire anche in sceneggiati televisivi: il suo primo ruolo di una certa importanza è stato quello nel dorama Ikebukuro West Gate Park all'età di 15 anni. Si è diplomato presso la Horikoshi Gakuen's nel 2004 dopo esser stato compagno di classe di Kōki Tanaka, Teppei Koike e Yū Shirota, che avrebbe continuato a frequentare anche in seguito mantenendo uno stretto rapporto d'amicizia.
Si è successivamente laureato presso la facoltà di economia e commercio della prestigiosa Università Meiji nell'autunno 2008 con una tesi sul marketing globale, anche se con un semestre di ritardo in quanto non poteva soddisfare i requisiti di presenza per i suoi corsi semestrali finali.
I suoi anime preferiti sono Dragon Ball Z e Doraemon; gli sport che maggiormente pratica sono il surf, lo sci di fondo ed il baseball, è inoltre cintura viola di karate; il suo hobby è andare in spiaggia a prendere il sole. Ha un cucciolo che si chiama Pi-Chan (il nome di Ryoga Hibiki in Ranma ½ quando si trasforma in maialino nero). Per comunicare meglio con i suoi fan, soprattutto da Taiwan, ha cominciato a studiare il cinese.

## Carriera da cantante
Entrato a far parte dell'agenzia Johnny & Associates all'età di undici anni, debutta quasi immediatamente entrando a far parte di alcune boy band temporanee come i B.I.G. e i Four Tops, alternando contemporaneamente la carriera di attore già a partire dai primissimi anni duemila, poco più che quindicenne.
Nel settembre 2003 entra a far parte del gruppo NEWS, insieme ad altri ex-membri del gruppo Johnny's Juniors; fanno il loro debutto il 12 maggio 2004. A partire da allora, i NEWS hanno avuto ben undici singoli alla prima posizione della classifica giapponese; Tomohisa è stato spesso indicato come loro leader anche se, a suo dire, solo de facto.
Nell'ottobre 2005, parallelamente ai NEWS, Tomohisa forma un duo musicale temporaneo col giovane collega coetaneo Kazuya Kamenashi, chiamato Shūji to Akira, principalmente per promuovere la serie televisiva Nobuta o produce in cui i due sono protagonisti assieme a Maki Horikita. Il loro singolo Seishun Amigo, diventa il disco più venduto in Giappone nel 2005, con oltre 1 milione di copie in 4 settimane (a tutt'oggi il singolo best seller di Yamapi).
Nel 2006 ha debuttato come solista col singolo Daite Senorita; mentre risale al 2011 il suo primo album pubblicato interamente come solista. Come tutti i suoi lavori precedenti, anche questo è schizzato immediatamente in cima alle classifiche settimanali dei più venduti e ascoltati. Parte per un tour in giro per l'Asia nel gennaio 2011 passando per Taiwan, Hong Kong, Corea del Sud e Thailandia, oltre che in molte città giapponesi: alcuni suoi spettacoli son stati rinviati a causa del tremendo terremoto dell'11 marzo, concludendo la tournée in Hokkaidō a maggio.
Nell'ottobre dello stesso anno la Johnny's ha annunciato che Tomohisa non sarà più membro dei NEWS e che quindi, nell'immediato futuro, non facendo parte di alcun gruppo continuerà la sua carriera all'interno dell'agenzia come artista solista.
Il 6 gennaio 2012 è stato ufficialmente annunciato d'un suo singolo intitolato I, Texas con la Warner Music.

## Carriera cinematrografica
Una delle sue prime interpretazioni di successo è stata in PPOI!, dorama di genere comico scolastico ispirato ad un'opera teatrale. Nel 2003 è uno dei quattro personaggi principali di Stand Up!, dorama scolastico che racconta le disavventure di quattro studenti all'ultimo anno di liceo che vogliono a tutti i costi perder la verginità prima del conseguimento del diploma: assieme a lui recita Shun Oguri, anch'egli all'inizio della carriera.
Nel 2004 è co-protagonista in Sore wa, totsuzen, arashi no you ni dove interpreta la parte d'un giovane innamorato d'una donna più grande. A seguire Dragon Zakura, altro dorama nato sulla scia del celebre Great Teacher Onizuka, e nel 2005 Nobuta o produce.
Nella primavera 2006 è il protagonista del dorama Kurosagi - Il truffatore nero (ispirato all'omonimo manga) dove interpreta un "esperto in arte della truffa"; qui Maki Horikita ha recitato assieme a lui come co-protagonista. A tal fine, Yamashita registra il suo primo singolo da solista Daite Señorita, che ottiene l'ennesima prima posizione in Giappone e debutta nel cinema con la pellicola del 2008 Kurosagi.
Nel giugno dello stesso anno, prende parte al progetto No Border, gruppo musicale provvisorio, formato da diversi artisti della Johnny's Entertainment. Sempre nel 2006, Yamashita prende parte anche a Golf & Mike, un altro gruppo della Johnny's Entertainment, nato per sostenere la nazionale di pallavolo femminile nipponica. Il 31 dicembre 2006, Yamashita ritorna a lavorare ufficialmente con i NEWS, pubblicando il singolo Hoshi o mezashite.
Nel 2007, Yamashita viene lanciato nel suo primo ruolo da protagonista in prima serata col dorama di stampo romantico Proposal Daisakusen che ebbe un buonissimo riscontro e portò alla produzione d'uno Special l'anno successivo il quale ottiene anch'esso un notevole successo. Nello stesso anno, il cantante abbandona la propria immagine pubblica di "bravo ragazzo" posando in un servizio fotografico softcore, per la rivista giapponese AnAn, periodico sulla sessualità rivolto ad un pubblico principalmente femminile.
Tra le sue partecipazioni più recenti ricordiamo le due stagioni di Code Blue, un dorama medico in cui interpreta il giovane dottore Kosaku Aizawa accanto tra gli altri ad Erika Toda. Del 2009 è la serie intitolata Buzzer Beat ed il suo secondo singolo intitolato Loveless.
Dopo aver concluso la seconda stagione di Code blue gira il film Ashita no Joe (ispirato alla serie manga ed anime Rocky Joe) e nel 2012 il dorama Saikō no jinsei no owarikata - Ending Planner, descritto come dramma familiare con elementi di mistero e romanticismo ed in cui interpreta il figlio di un impresario di pompe funebri.
Dal 2 gennaio 2012 è impegnato in un viaggio-documentario attraverso quello che fu un tempo il selvaggio west americano, lungo la U.S. Route 66, trasmesso settimanalmente dalla NTV. Dopo aver partecipato nell'inverno 2012 assieme al senpai Shingo Katori degli SMAP al dorama di genere poliziesco Monsters (serie televisiva 2012): i due hanno poi formato un gruppo temporaneo The Monsters che ha lanciato il singolo omonimo e bissato nel 2013 dal brano intitolato Pari-para. inserito nel terzo album di Tomohisa A Nude.
Ritorna nell'estate 2013 con un dorama improntato al romanticismo in cui interpreta il ruolo di un fotografo, affiancato da Erika Toda e Karina Nose ed intitolato Summer Nude.
Nell'aprile del 2013 è stato annunciato che Yamashita era stato scelto come il protagonista maschile del film live action di adattamento del manga Kinkyori ren'ai, nel quale svolgerà il ruolo di un insegnante di inglese in una scuola superiore, che diventa oggetto di affetto da parte di una delle sue studentesse.

### Altro
Conduttore infine a partire dal 2013 del programma televisivo di prima serata Shogeki! Sansedai Hikaku TV: Generation Tengoku (衝撃!3世代比較TV ジェネレーション天国 ?) ed ospite fisso dello show radiofonico notturno intitolato Yamashita Tomohisa Cross Space.

## Discografia

### Album
- 2011 - Supergood, Superbad
- 2012 - Ero (エロ?)
- 2013 - A Nude
- 2014 - You
- 2018 - Unleashed
- 2023 - Sweet Vision

### Singoli
- 2006 - Daite Señorita (抱いてセニョリータ)
- 2009 - Loveless
- 2010 - One in a Million
- 2011 - Hadakanbō (はだかんぼー)
- 2012 - Ai, Texas (愛, テキサス)
- 2012 - Love Chase
- 2013 - Que sera sera (Tomohisa Yamashita)
- 2013 - Summer nude '13
- 2019 - Reason/Never Lose
- 2019 - Change
- 2020 - Nights Cold
- 2021 - Beautiful World
- 2022 - Face to Face
- 2022 - Forever in My Heart
- 2023 - I See You
- 2024 - Perfect Storm（feat. TAEHYUN of TOMORROW X TOGETHER）

### Canzoni scritte e/o composte
| Anno | Titolo                          | Credits                                             | CD/DVD                                            |
| ---- | ------------------------------- | --------------------------------------------------- | ------------------------------------------------- |
| 2003 | Love Song                       | Compositore/paroliere                               | Touch (NEWS)                                      |
| 2004 | Yubiwa                          | Compositore/paroliere                               | Daite Senorita (Tomohisa Yamashita)               |
| 2004 | Time                            | Paroliere                                           | N/A (Eseguita allo Shonen Club, 9 maggio 2004)    |
| 2004 | Pain                            | Paroliere                                           | NEWS Nippon 0304 (NEWS)                           |
| 2005 | Color                           | Paroliere                                           | Seishun Amigo (Shuuji to Akira)                   |
| 2005 | Ashita E                        | Compositore/paroliere                               | N/A (Eseguita allo Shonen Club, 11 dicembre 2005) |
| 2006 | Houkago Blues                   | Compositore/paroliere                               | Fever to Future (GYM)                             |
| 2006 | Let Me                          | Compositore/paroliere                               | N/A (Eseguita allo Shonen Club, 5 marzo 2006)     |
| 2006 | Road                            | Compositore/paroliere                               | N/A (Eseguita al concerto dei NEWS, aprile 2006)  |
| 2007 | Gomen ne Juliet                 | Compositore/paroliere                               | Pacific (NEWS)                                    |
| 2007 | FIGHT ALL NIGHT                 | Paroliere (Rap)                                     | cartoon KAT-TUN II You (KAT-TUN)                  |
| 2007 | Snow Express                    | Paroliere (Rap)                                     | color (NEWS)                                      |
| 2007 | Kiss de Tsutaete                | Compositore/paroliere                               | N/A (Eseguita allo Shonen Club, 4 febbraio 2007)  |
| 2009 | Moonlight                       | Paroliere                                           | Loveless (Tomohisa Yamashita)                     |
| 2009 | Ginza Rhapsody                  | Paroliere                                           | NEWS Live Diamond (NEWS)                          |
| 2010 | World Is Yours                  | Compositore/paroliere                               | One in a million (Tomohisa Yamashita)             |
| 2010 | Share                           | Compositore/paroliere (come membro dei NEWS)        | Live (NEWS)                                       |
| 2011 | Ao                              | Compositore/paroliere                               | Supergood, Superbad (Tomohisa Yamashita)          |
| 2011 | Friday Night                    | Paroliere                                           | Supergood, Superbad (Tomohisa Yamashita)          |
| 2011 | Party Don't Stop                | Paroliere                                           | Supergood, Superbad (Tomohisa Yamashita)          |
| 2011 | Tomo                            | Paroliere                                           | Supergood, Superbad (Tomohisa Yamashita)          |
| 2011 | Dreamer                         | Paroliere                                           | N/A                                               |
| 2012 | Hit The Wall                    | Compositore/paroliere/arrangiatore                  | Ero (Tomohisa Yamashita)                          |
| 2012 | Odoru Yoru                      | Compositore/paroliere/arrangiatore                  | Ero (Tomohisa Yamashita)                          |
| 2012 | Kimi to Kaze to Mikazuki        | Compositore/paroliere                               | Love Chase (Tomohisa Yamashita)                   |
| 2012 | Monsters                        | Compositore/paroliere                               | Monsters (The Monsters)                           |
| 2013 | Natsu no Orion                  | Compositore/paroliere                               | A Nude (Tomohisa Yamashita)                       |
| 2013 | PAri-PArA                       | Compositore/paroliere (come membro di The Monsters) | A Nude (Tomohisa Yamashita)                       |
| 2013 | Ain't Enough                    | Compositore/paroliere                               | #JUSTJIN (Jin Akanishi)                           |
| 2014 | Moon Disco                      | Paroliere                                           | Asobi (Tomohisa Yamashita)                        |
| 2014 | Brodiaea                        | Paroliere                                           | You (Tomohisa Yamashita)                          |
| 2017 | Forever Summer                  | Compositore/paroliere                               | Senaka goshi no Chance (Kame to Yamapi)           |
| 2017 | Bird                            | Paroliere                                           | Senaka goshi no Chance (Kame to Yamapi)           |
| 2018 | UNLEASHED Full album (12 songs) | Compositore/paroliere/arrangiatore                  | UNLEASHED (Yamashita Tomohisa)                    |
| 2019 | Reason                          | Compositore/paroliere/arrangiatore                  | Reason/Never Lose (Yamashita Tomohisa)            |
| 2019 | Never Lose                      | Compositore/paroliere/arrangiatore                  | Reason/Never Lose (Yamashita Tomohisa)            |
| 2019 | Without You                     | Compositore/paroliere/arrangiatore                  | Reason/Never Lose (Yamashita Tomohisa)            |
| 2019 | Like a Movie                    | Compositore/paroliere/arrangiatore                  | Reason/Never Lose (Yamashita Tomohisa)            |
| 2019 | Change                          | Compositore/paroliere/arrangiatore                  | Change (Yamashita Tomohisa)                       |
| 2024 | Anthem                          | Paroliere/produttore                                | timelesz (timelesz)                               |

## Filmografia

### Cinema
- Shinrei no surfer shi (1996)
- Kurosagi, regia di Ishii Yasuharu (2008)
- Ashita no Joe, regia di Fumihiko Sori (2011)
- Kin kyori ren'ai, regia di Naoto Kumazawa (2014)
- Terra Formars, regia di Takashi Miike (2016)
- The Man from Toronto, regia di Patrick Hughes (2022)
- See Hear Love, regia di John H. Lee (2023)
- Black Noise (2024)

### Televisione
- Shinrei Safaa no Shi - serie TV, (1998)
- Shounentachi - miniserie TV, (1998)
- Boys Be... - miniserie TV, episodio 8 (1998)
- Nekketsu Renaidou - serie TV, episodio 7 (1999)
- PPOI! - miniserie TV, (1999)
- Kowai Nichiyoubi - serie TV, episodio 5-13 (1999)
- Kiken na Kankei - serie TV, episodio 10-11 (1999)
- Ikebukuro West Gate Park - serie TV, (2000)
- Shijou Saiaku no Date - serie TV, episodio 1 (2000)
- All Star Chuushingura Matsuri - special, (2000)
- Kabachitare - serie TV, (2001)
- Shounen wa Tori ni Natta - serie TV, (2001)
- The Long Love Letter - serie TV, (2002)
- Lunch no joō - serie TV, (2002)
- Crazy Virgin Road - serie TV, (2003)
- Stand Up!! - serie TV, (2003)
- Budou no Ki - special, (2003)
- Engimono 9: Kuruizaki Virgin Road - miniserie TV, (2004)
- Sore wa, totsuzen, arashi no you ni... - serie TV, (2004)
- Dragon Zakura - serie TV, (2005)
- Nobuta o produce - serie TV, (2005)
- Kurosagi - Il truffatore nero - serie TV, (2006)
- Byakkotai - miniserie TV (2007)
- Proposal Daisakusen - serie TV, (2007)
- Proposal Daisakusen SP - special, (2008)
- Code Blue - serie TV, (2008-2017)
- Buzzer Beat - serie TV, (2009)
- Saikō no jinsei no owarikata - Ending Planner - serie TV, (2012)
- Tomohisa Yamashita Route 66: Tatta Hitori no America - documentario, (2012)
- Honto ni Atta Kowai Hanashi: Akai Tsume - special, (2012)
- Monsters - serie TV, (2012)
- Summer Nude - serie TV, (2013)
- Dokushin Kizoku - serie TV, episodio 7 (2013)
- Kindaichi Kosuke VS Akechi Kogoro Futatabi - serie TV, (2014)
- Naze Shojo wa Yukai Sa Renakereba Naranakatta no Ka? - special, (2014)
- 5-ji kara 9-ji made - serie TV, (2015)
- Algernon ni hanataba o - serie TV, (2015)
- Boku, Unmei no Hito desu. - serie TV, (2017)
- Code Blue Mou Hitotsu No Senjou - special, (2018)
- The Head - miniserie TV, (2020)
- Shoujiki fudosan - serie TV, (2022)
- Tokyo Vice - serie TV, (2022)
- Alice in Borderland - serie TV, (2022)
- Drops of God - serie TV, (2023)

## Riconoscimenti
- Annual Junior Awards: Miglior Boyfriend ',' Most Beautiful ', ecc (2000)
- 4 ° Nikkan Sports Drama Grand Prix (2000-01): miglior esordiente per Ikebukuro West Gate Park
- 9 ° Nikkan Sports Drama Grand Prix (2005-06): miglior attore per Nobuta wo Produce
- 11 ° Nikkan Sports Drama Grand Prix (primavera 2007): Miglior Attore per Proposal Daisakusen
- 13 ° Nikkan Sports Drama Grand Prix (Estate 2009): Miglior Attore per Buzzer Beat
- 15 ° Nikkan Sports Drama Grand Prix (gen-mar 2012): Miglior Attore per Saikō no jinsei no owarikata - Ending Planner